# 에스타디오 엘 알코라스
에스타디오 엘 알코라스(스페인어: Estadio El Alcoraz)는 스페인 아라곤주 우에스카도 우에스카에 위치한 축구장이다. SD 우에스카의 홈구장으로 이용되고 있으며, 1096년에 해당 지역에서 벌어진 알코라스 전투에서 착안해 명명했다. 1972년 1월 16일, SD 우에스카와 데포르티보 아라곤의 경기로 개장했다.